# Јеврејске новине - у логору „Оснабрик”
Јеврејске новине - у логору „Оснабрик” издате од стране Јевреја, официра војске Краљевине Југославије, за време Другог светског рата, биле су „Седмица” и „37”.

## О новинама и логору
У време ратног периода од 1941. године, занимљиво је споменути чињеницу – издавање два листа: „Седмица” и „37” од стране Јевреја, официра војске Краљевине Југославије, за време Другог светског рата, у заробљеничком логору Оснабрик у Немачкој.
Од маја 1942. године, у овом немачком војном логору, затекло се око 400 заробљених Јевреја пореклом из Југославије (Србије), а међу њима и позната имена као што су Ото Бихаљи Мерин, Исак Озмо, Станислав Винавер, Рафаило Блам, Лавослав Каделбург, Андрија Гамс, Алберт Вајс, Сима Караоглановић и друге, после рата познате јавне личности у Београду и Србији.
Јевреји су у овом логору били посебно издвојени и смештени у бараке 37 и 38. Самоорганизовани и колико су им могућности дозвољавале, формирали су тзв. „Културни одбор”, који је из собе 7 у бараци 37, покренуо и истоимени лист „Седмица”. Користећи помоћ и оскудну технику којом је руководио Сима Караоглановић, касније познати српски филмски радник, овај лист почео је излазити у новембру 1942. године. Писан је калиграфским словима и ислустрован у бојама, а садржавао је, углавном, актуелне политичке теме, али и књижевне прилоге. Излазио је једном недељно, у два примерка, и до краја фебруара 1943. године изашло је 14 бројева. 
„Седмица” је имала пропагандни и васпитно-политички утицај. Само читање „Седмице”, било је јавно и организовано једном недељно, у вечерњим сатима, у бараци 37 и 38. Политички чланци су, углавном, представљали основу за дискусију. 
Од 1. марта 1943. године наставља излазити као лист „37”, што је била алузија на јеврејску официрску бараку број 37.
На жалост, ни један број овог листа није сачуван. Извесно време су сви примерци сакривани и чувани у бункеру, али су касније, по одлуци Комитета, сви ти бројеви морали бити спаљени.